# ایتاجا (ریو گراند دو نورته)
ایتاجا (به پرتغالی: Itajá) یک منطقهٔ مسکونی در برزیل است که در ریو گرانده شمالی واقع شده‌است. ایتاجا ۷٬۵۹۵ نفر جمعیت دارد.